# Gran Premio de Yugoslavia de Motociclismo de 1979
El Gran Premio de Yugoslavia de Motociclismo de 1980 fue la sexta prueba de la temporada 1979 del Campeonato Mundial de Motociclismo. El Gran Premio se disputó el 17 de junio de 1979 en el Automotodrom Grobnik.

## Resultados 500cc
En la categoría reina, el estadounidense Kenny Roberts supero a la pareja de italianos formado por Virginio Ferrari y Franco Uncini. De esta manera, el estadounidense de Yamaha aumentó su ventaja al frente de la clasificación general respecto Ferrari.
| Pos. | Piloto                | Equipo     | Tiempo     | Pts. |
| ---- | --------------------- | ---------- | ---------- | ---- |
| 1    | Kenny Roberts         | Yamaha     | 51' 27" 28 | 15   |
| 2    | Virginio Ferrari      | Suzuki     | +3" 42     | 12   |
| 3    | Franco Uncini         | Suzuki     | +42" 44    | 10   |
| 4    | Wil Hartog            | Suzuki     | +42" 58    | 8    |
| 5    | Boet van Dulmen       | Suzuki     | +47" 03    | 6    |
| 6    | Michel Rougerie       | Suzuki     | +1 Vuelta  | 5    |
| 7    | Christian Sarron      | Yamaha     | +1 Vuelta  | 4    |
| 8    | Carlo Perugini        | Suzuki     | +1 Vuelta  | 3    |
| 9    | Steve Parrish         | Suzuki     | +1 Vuelta  | 2    |
| 10   | Max Wiener            | Suzuki     | +1 Vuelta  | 1    |
| 11   | Franck Gross          | Suzuki     | +1 Vuelta  |      |
| 12   | Seppo Rossi           | Suzuki     | +1 Vuelta  |      |
| 13   | Willem Zoet           | Suzuki     | +1 Vuelta  |      |
| 14   | Peter Sjöström        | Suzuki     | +1 Vuelta  |      |
| 15   | Giovanni Pelletier    | Suzuki     | +2 Vueltas |      |
| 16   | Raffaele Pasqual      | Suzuki     | +2 Vueltas |      |
| 17   | Dennis Ireland        | Suzuki     | +2 Vueltas |      |
| 18   | Sergio Pellandini     | Suzuki     | +2 Vueltas |      |
| 19   | Didier de Radiguès    | Suzuki     | +2 Vueltas |      |
| 20   | Jochen Schmid         | Suzuki     | +3 Vueltas |      |
| 21   | Carlos de San Antonio | Suzuki     | +3 Vueltas |      |
| Ret  | Gianni Rolando        | Suzuki     | Ret        |      |
| Ret  | Johnny Cecotto        | Yamaha     | Ret        |      |
| Ret  | Ikujiro Takai         | Yamaha     | Ret        |      |
| Ret  | Pierluigi Rimoldi     | Paton      | Ret        |      |
| Ret  | Marco Lucchinelli     | Suzuki     | Ret        |      |
| Ret  | Jack Middelburg       | Suzuki     | Ret        |      |
| Ret  | Philippe Coulon       | Suzuki     | Ret        |      |
| Ret  | Werner Nenning        | Suzuki     | Ret        |      |
| Ret  | Graziano Rossi        | Morbidelli | Ret        |      |
| Ret  | Carlo Prati           | Suzuki     | Ret        |      |
| Ret  | Barry Sheene          | Suzuki     | Ret        |      |
| Ret  | Børge Nielsen         | Suzuki     | Ret        |      |
| DNS  | Toni García           | Suzuki     | DNS        |      |

## Resultados 350cc
En 350 c.c., consiguió imponerse el actual campeón del mundo, Kork Ballington que debía luchar algunas vueltas con el sorprendente piloto finlandés Pekka Nurmi, aunque después se destacaría el sudafricano y le sacaría casi un minuto. Tres ellos dos, entró en meta el japonés Sadao Asami, que cerró el podio.
| Pos. | Piloto             | Equipo        | Tiempo     | Pts. |
| ---- | ------------------ | ------------- | ---------- | ---- |
| 1    | Kork Ballington    | Kawasaki      | 49' 09" 08 | 15   |
| 2    | Pekka Nurmi        | Yamaha        | +47" 76    | 12   |
| 3    | Sadao Asami        | Yamaha        | +48" 16    | 10   |
| 4    | Patrick Fernandez  | Yamaha        | +51" 77    | 8    |
| 5    | Richard Hubin      | Yamaha        | +51" 92    | 6    |
| 6    | Anton Mang         | Kawasaki      | +52" 07    | 5    |
| 7    | Roland Freymond    | Yamaha        | +52" 28    | 4    |
| 8    | Michel Frutschi    | Yamaha        | +1' 11" 73 | 3    |
| 9    | Patrick Pons       | Yamaha        | +1' 38" 85 | 2    |
| 10   | Gianfranco Bonera  | Yamaha        | +1 Vuelta  | 1    |
| 11   | Reinhold Roth      | Yamaha        | +1 Vuelta  |      |
| 12   | Olivier Chevallier | Yamaha        | +1 Vuelta  |      |
| 13   | Eero Hyvärinen     | Yamaha        | +1 Vuelta  |      |
| 14   | Michel Rougerie    | Bimota-Yamaha | +1 Vuelta  |      |
| 15   | Yoshimi Matsumoto  | Yamaha        | +1 Vuelta  |      |
| 16   | Carlos Lavado      | Yamaha        | +2 Vueltas |      |
| Ret  | Gregg Hansford     | Kawasaki      | Ret        |      |
| Ret  | Walter Villa       | Yamaha        | Ret        |      |
| Ret  | Christian Estrosi  | Kawasaki      | Ret        |      |
| Ret  | Éric Saul          | Yamaha        | Ret        |      |
| Ret  | Paolo Pileri       | Yamaha        | Ret        |      |
| Ret  | Edi Stöllinger     | Kawasaki      | Ret        |      |
| Ret  | Albert Debouny     | Yamaha        | Ret        |      |
| Ret  | Walter Migliorati  | Yamaha        | Ret        |      |
| Ret  | Adelio Faccioli    | Yamaha        | Ret        |      |
| Ret  | Randy Mamola       | Yamaha        | Ret        |      |
| Ret  | Jon Ekerold        | Yamaha        | Ret        |      |
| Ret  | Franco Solaroli    | Yamaha        | Ret        |      |
| Ret  | Max Wiener         | Yamaha        | Ret        |      |
| Ret  | Vic Soussan        | Yamaha        | Ret        |      |
| Ret  | Pentti Korhonen    | Yamaha        | Ret        |      |
| Ret  | Grunwald Harfmann  | Yamaha        | Ret        |      |
| Ret  | Etienne Geeraerdt  | Yamaha        | Ret        |      |
| Ret  | Vladimir Hegel     | Yamaha        | Ret        |      |
| Ret  | Ernst Fagerer      | Yamaha        | Ret        |      |
| Ret  | Michael Schmidt    | Yamaha        | Ret        |      |

## Resultados 250cc
En el cuarto de litro, hubo sorpresa ya que el italiano Graziano Rossi se impuso a la pareja de motos oficiales de Kawasaki, Kork Ballington y Gregg Hansford, que fueron segundo y tercero respectivamente. A pesar de todo, Ballington sigue teniendo una cómoda ventaja sobre el segundo clasificado, Randy Mamola en la clasificación general.
| Pos. | Piloto              | Equipo     | Tiempo     | Pts. |
| ---- | ------------------- | ---------- | ---------- | ---- |
| 1    | Graziano Rossi      | Morbidelli | 45' 23" 93 | 15   |
| 2    | Gregg Hansford      | Kawasaki   | +5" 68     | 12   |
| 3    | Patrick Fernandez   | Yamaha     | +11" 11    | 10   |
| 4    | Kork Ballington     | Kawasaki   | +13" 30    | 8    |
| 5    | Edi Stöllinger      | Kawasaki   | +27" 72    | 6    |
| 6    | Anton Mang          | Kawasaki   | +33" 39    | 5    |
| 7    | Christian Estrosi   | Kawasaki   | +37" 69    | 4    |
| 8    | Richard Hubin       | Yamaha     | +47" 22    | 3    |
| 9    | Éric Saul           | Adriatica  | +53" 97    | 2    |
| 10   | Randy Mamola        | Yamaha     | +55" 14    | 1    |
| 11   | Walter Villa        | Yamaha     | +55" 81    |      |
| 12   | René Delaby         | Yamaha     | +1' 28" 28 |      |
| 13   | Jean-François Baldé | Kawasaki   | +1' 28" 42 |      |
| 14   | Olivier Chevallier  | Yamaha     | +1' 35" 42 |      |
| 15   | Thierry Espié       | Yamaha     | +1 Vuelta  |      |
| 16   | Reino Eskelinen     | Yamaha     | +1 Vuelta  |      |
| 17   | Reinhold Roth       | Yamaha     | +1 Vuelta  |      |
| 18   | Marijan Kosic       | Yamaha     | +2 Vueltas |      |
| 19   | Vuk Tomanovic       | Yamaha     | +3 Vueltas |      |
| Ret  | Sadao Asami         | Yamaha     | Ret        |      |
| Ret  | Roland Freymond     | Yamaha     | Ret        |      |
| Ret  | Pentti Korhonen     | Yamaha     | Ret        |      |
| Ret  | Jean-Marc Toffolo   | Armstrong  | Ret        |      |
| Ret  | Paolo Pileri        | Yamaha     | Ret        |      |
| Ret  | Vic Soussan         | Yamaha     | Ret        |      |
| Ret  | Grunwald Harfmann   | Yamaha     | Ret        |      |
| Ret  | Rudolf Weiss        | Yamaha     | Ret        |      |
| Ret  | Johann Gasser       | Kawasaki   | Ret        |      |
| Ret  | Igor Akrapovič      | Yamaha     | Ret        |      |
| Ret  | Etienne Geeraerdt   | Yamaha     | Ret        |      |
| Ret  | Peter Baláž         | Yamaha     | Ret        |      |

## Resultados 125cc
En 125 cc., Ángel Nieto triunfaba de nuevo, por sexta vez esta temporada. Con esta victoria, el zamorano puede ser considerado prácticamente nuevo campeón del mundo puesto que Thierry Espié, el único candidato al título, son mínimas puesto que Nieto debería dejar de puntuar en todas las carreras que restan.
| Pos. | Piloto                       | Moto       | Tiempo     | Pts. |
| ---- | ---------------------------- | ---------- | ---------- | ---- |
| 1    | Ángel Nieto                  | Minarelli  | 44' 30" 91 | 15   |
| 2    | Thierry Espié                | Motobécane | +0" 15     | 12   |
| 3    | Stefan Dörflinger            | Morbidelli | +10" 94    | 10   |
| 4    | August Auinger               | Morbidelli | +25" 79    | 8    |
| 5    | Bruno Kneubühler             | MBA        | +40" 22    | 6    |
| 6    | Matti Kinnunen               | MBA        | +47" 85    | 5    |
| 7    | Pier Paolo Bianchi           | Minarelli  | +1' 02" 83 | 4    |
| 8    | Peter Looijesteijn           | MBA        | +1' 08" 88 | 3    |
| 9    | Per-Edvard Carlsson          | MBA        | +1' 15" 46 | 2    |
| 10   | Fernando González de Nicolás | Morbidelli | +1' 16" 94 | 1    |
| 11   | Patrick Hérouard             | Morbidelli | +1' 19" 21 |      |
| 12   | Marcelino García             | Morbidelli | +1' 35" 23 |      |
| 13   | Ernst Fagerer                | MBA        | +1' 46" 77 |      |
| 14   | Rolf Blatter                 | Morbidelli | +1' 48" 52 |      |
| 15   | Maurizio Musco               | Morbidelli | +1 Vuelta  |      |
| 16   | Clive Horton                 | Morbidelli | +1 Vuelta  |      |
| 17   | Peter Baláž                  | Morbidelli | +2 Vueltas |      |
| 18   | Boris Bajc                   | MBA        | +2 Vueltas |      |
| 19   | Branko Belavic               | Morbidelli | +2 Vueltas |      |
| 20   | Wolfgang Glawaty             | MBA        | +3 Vueltas |      |
| Ret  | Ricardo Tormo                | Bultaco    | Ret        |      |
| Ret  | Maurizio Massimiani          | MBA        | Ret        |      |
| Ret  | Eugenio Lazzarini            | Morbidelli | Ret        |      |
| Ret  | Hans Müller                  | MBA        | Ret        |      |
| Ret  | Jean-Louis Guignabodet       | Morbidelli | Ret        |      |
| Ret  | Daniele Dall'Olio            | Morbidelli | Ret        |      |
| Ret  | Patrick Plisson              | Morbidelli | Ret        |      |
| Ret  | Italo Zerbini                | MBA        | Ret        |      |
| Ret  | Harald Bartol                | Morbidelli | Ret        |      |
| Ret  | Luigi Rinaudo                | MBA        | Ret        |      |
| Ret  | Alojz Pavlič                 | MBA        | Ret        |      |
| Ret  | Enrico Cereda                | Morbidelli | Ret        |      |

## Resultados 50cc
En 50 cc, se impuso el italiano Eugenio Lazzarini, que se destaca al frente de la clasificación general por delante del suizo Rolf Blatter, que fue segundo en este Gran Premio.
| Pos. | Piloto             | Moto         | Tiempo     | Pts. |
| ---- | ------------------ | ------------ | ---------- | ---- |
| 1    | Eugenio Lazzarini  | Kreidler     | 38' 54" 57 | 15   |
| 2    | Rolf Blatter       | Kreidler     | +5" 95     | 12   |
| 3    | Hagen Klein        | Hess Spezial | +24" 66    | 10   |
| 4    | Gerhard Waibel     | Kreidler     | +1' 04" 38 | 8    |
| 5    | Ricardo Tormo      | Bultaco      | +1' 47" 94 | 6    |
| 6    | Joaquín Galí       | Bultaco      | +2' 00" 70 | 5    |
| 7    | Jacky Hutteau      | ABF          | +1 Vuelta  | 4    |
| 8    | Peter Verbič       | Kreidler     | +1 Vuelta  | 3    |
| 9    | Claudio Granata    | UFO          | +1 Vuelta  | 2    |
| 10   | Gerhard Singer     | Kreidler     | +1 Vuelta  | 1    |
| 11   | Theo Timmer        | Bultaco      | +1 Vuelta  |      |
| 12   | Otto Machinek      | Kreidler     | +1 Vuelta  |      |
| 13   | Enrico Cereda      | UFO          | +1 Vuelta  |      |
| 14   | Paolo Priori       | Derbi        | +1 Vuelta  |      |
| 15   | Hans-Jürgen Hummel | Kreidler     | +1 Vuelta  |      |
| 16   | Miklos Bojan       | Kreidler     | +1 Vuelta  |      |
| 17   | Bruno Di Carlo     | Kreidler     | +2 Vueltas |      |
| Ret  | Stefan Dörflinger  | Kreidler     | Ret        |      |
| Ret  | Patrick Plisson    | ABF          | Ret        |      |
| Ret  | Wolfgang Müller    | Kreidler     | Ret        |      |
| Ret  | Peter Looijesteijn | Kreidler     | Ret        |      |
| Ret  | Claudio Lusuardi   | Bultaco      | Ret        |      |
| Ret  | Aldo Pero          | Kreidler     | Ret        |      |
| Ret  | Ingo Emmerich      | Kreidler     | Ret        |      |
| Ret  | Reiner Scheidhauer | Kreidler     | Ret        |      |
| Ret  | Luciano Spinello   | Kreidler     | Ret        |      |
| Ret  | Luigi Rinaudo      | Tomos        | Ret        |      |
| Ret  | Kasimir Rapczynski | Kreidler     | Ret        |      |
| Ret  | Rudolf Kunz        | Kreidler     | Ret        |      |
| Ret  | Günter Schirnhofer | Kreidler     | Ret        |      |
| Ret  | Guido Mancini      | Kreidler     | Ret        |      |
| Ret  | Reiner Koster      | Malanca      | Ret        |      |
| Ret  | Darko Keletic      | Tomos        | Ret        |      |
| Ret  | Fabrizio Frollani  | Kreidler     | Ret        |      |
| Ret  | Stefan Danielsson  | Kreidler     | Ret        |      |
| Ret  | Vilko Sever        | Kreidler     | Ret        |      |